# Antoine Dauvergne
Antoine Dauvergne o D'Auvergne (Moulins (Allier), 3 de octubre de 1713-Lyon, 11 de febrero de 1797) fue un compositor y violinista francés, maestro de música en la corte de Luis XVI y famoso especialmente por ser uno de los primeros compositores de ópera cómica francesa (opéra-comique).

## Biografía
Dauvergne fue maestro de cámara en la corte real francesa y director de la sociedad de conciertos parisina Concert Spirituel desde 1762 a 1771. Dirigió la Ópera de París en tres ocasiones, entre 1769 y 1790. Dauvergne contribuyó tanto como intérprete como compositor al desarrollo de la música en la corte de Versalles. Dauvergne es famoso por sus óperas cómicas. La primera la escribió conjuntamente con Jean-Joseph Vadé y se tituló Les troqueurs (1753). Su obra, sin embargo, es mucho más amplia; además de óperas y ballets, Dauvergne compuso muchas otras obras: sonatas para violín (1739), motetes y obras orquestales que él denominó Concerts de Simphonies (1751). En mayo de 1740, se casó en Saint-Roch con Marie de Filtz, hija de François de Filtz, capitán de infantería.

## Obras
- Les amours de Tempé, ballet héroïque (1752, París)
- Les troqueurs, intermède (1753, París)
- La coquette trompée, comédie lyrique (1753, Fontainebleau)
- La sibylle, ballet (1753, Fontainebleau)
- Enée et Lavinie, tragédie lyrique (1758, París)
- Les fêtes d'Euterpe, opéra-ballet (1758, París)
- Le rival favorable, entrée adicional para Les fêtes d'Euterpe (1760, París)
- Canente, tragédie (1760, París)
- Hercule mourant, tragédie lyrique (1761, París)
- Alphée et Aréthuse, ballet (1762, París)
- Polyxène, tragédie lyrique (1763, París)
- Le triomphe de flore, ou Le retour de printemps, ballet-héroïque (1765, Fontainebleau)
- La vénitienne, comédie-ballet (1768, París)
- Linus, tragedia lírica en 5 actos, escrita en colaboración con Pierre Montan Berton y Jean-Claude Trial, texto de Charles-Antoine Leclerc de La Bruère, 1769
- La tour enchantée, ballet figuré (1770, París)
- Le prix de la valeur, ballet héroïque (1771, París)
- La sicilien, ou L'amour peintre, comédie-ballet (1780, Versalles)
- La mort d'Orphée, tragédie (sin estrenar)
- Sémiramis, tragédie (sin estrenar)

## Discografía
- Musique à Versailles - Dauvergne: Concerts de Simphonies. Performed by the Concerto Cologne. (Virgin Classics 2029-08-31 EMI 615422)